# Wilmarsdonkbrug
De Wilmarsdonkbrug is een brug in het Antwerpse havengebied op de rechteroever van de Schelde. De brug ligt over het westelijk hoofd van de Verbindingsgeul tussen het Leopolddok en het Albertdok, aan de kant van het Leopolddok.
De Wilmarsdonkbrug is een basculebrug van het Strausstype. De doorgangsbreedte voor de scheepvaart is 35 meter. De vrije hoogte op de brug zelf bedraagt 5,30 m. Er loopt ook een enkelsporige spoorlijn over de brug (spoorlijn 221A). Als deze brug openstaat voor het scheepvaartverkeer, kan het spoor- en wegverkeer de Verbindingsgeul nog steeds passeren langs de Oosterweelbrug aan het andere hoofd van de Verbindingsgeul. Als er een trein over de brug gaat wordt het autoverkeer tegengehouden door rode verkeerslichten. In het verleden was er ook een spoor tussen de brug en een andere lijn bij de Emdenweg.
De brug is genoemd naar het verdwenen polderdorp Wilmarsdonk. Tussen de containers is enkel nog de kerk bewaard gebleven.
Het VHF-werkkanaal is 62. Het VHF-contactkanaal is 74.
Albertbrug · Asiabrug · Berendrechtbrug · Boudewijnbrug · Droogdokbrug · Farnesebrug · Frederik Hendrikbrug · Kattendijkbrug · Kempischebrug · Kruisschansbrug · Lefèbvrebrug · Lillobrug · Londenbrug · Luikbrug · Meestoofbrug · Melselebrug · Mexicobrug · Nassaubrug · Noorderlaanbrug · Noordkasteelbrug · Noordlandbrug · Oosterweelbrug · Oudendijkbrug · Petroleumbrug · Royersbrug · Siberiabrug · Straatsburgbrug · Van Cauwelaertbrug · Willembrug · Wilmarsdonkbrug · Zandvlietbrug · Ophaalbrug Merksem Groot Dok · Ophaalbrug Merksem Klein Dok